# Aczél János (költő)
Zelei Aczél János (? – Pozsony, 1523) magyar királyi titkár, költő.

## Élete
Mint II. Lajos titkárát, a váci prépostságról a pozsonyira helyezték át 1514-ben. Birtokában volt a garamszentbenedeki apátság is. Mielőtt a pozsonyi prépostságot ténylegesen elfoglalhatta volna, 1523-ban az ágyában megölték. Latin nyelvű költői műveket írt, amelyek közül egy sem maradt fenn.